# 協調道

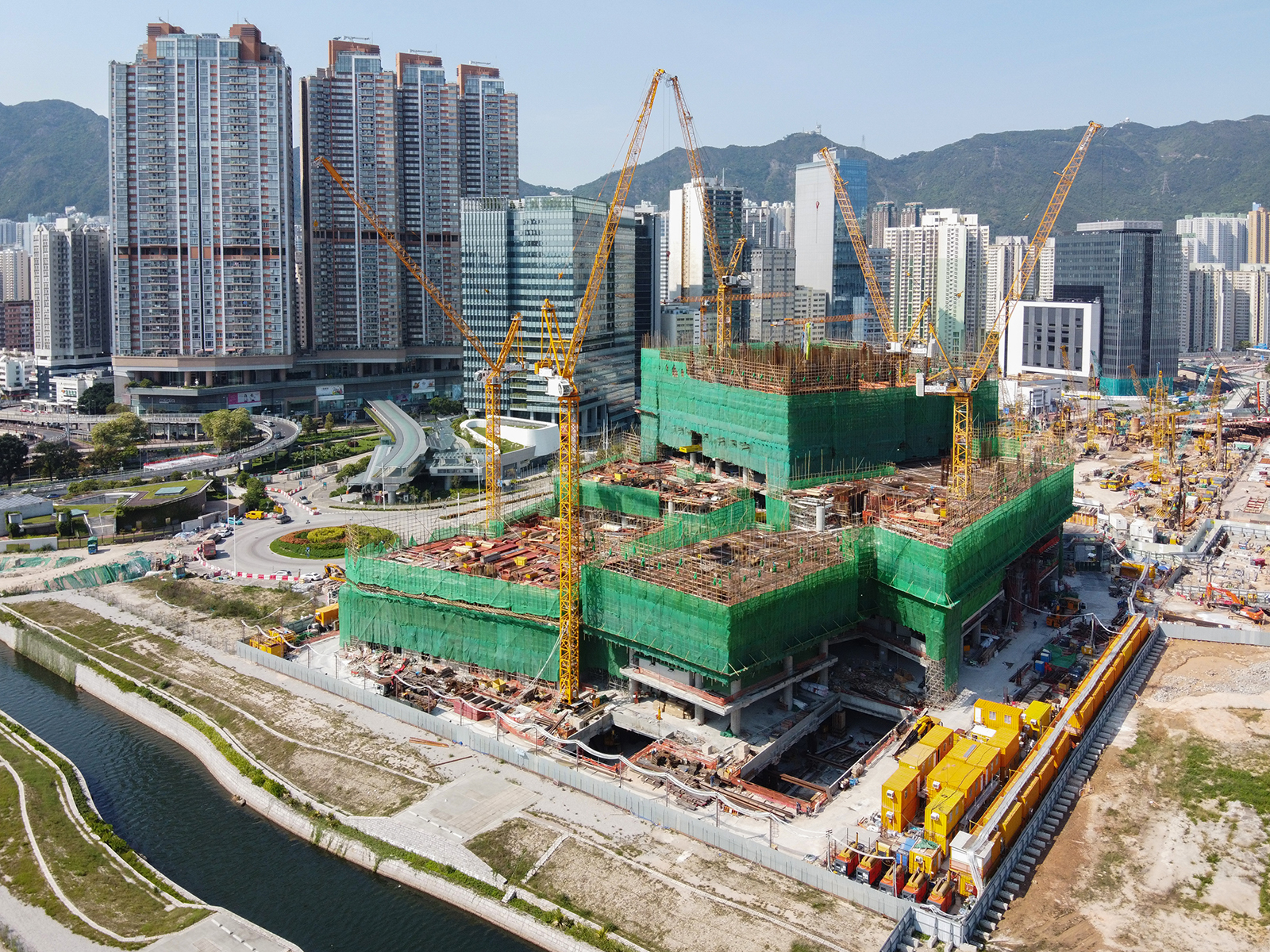
興建中的AIRSIDE

協調道（英語：Concorde Road）是香港九龍九龍城區啟德的一條街道，連接世運道及承啟道。
協調道是以法國宇航和英國飛機公司聯合研製的中程超音速和諧式客機（Concorde）的名字來命名。客機在1969年首飛，1976年投入服務。據推算，該道路應在啟德機場使用和諧式客機後而命名的。

## 走線
現存的協調道只屬前協調道的一部分，西端部分（現已部分重建並改隸世運道）橫跨啟德河後向西南走，大致與太子道東平行，接駁至啟德機場巴士總站。
在納入世運道的協調道西段完成重建後，將於舊客運大樓位置，連接獲保留的兩段行車天橋，讓車輛可以從太子道東經天橋進出啟德發展區。

## 交匯道路
- 沐縉街
- 承啟道
- 太子道東
- 啟新道
- 沐元街
- 太子道東
- 世運道

## 事故
2006年4月21日清晨6時，該區的多彩停車場對開路邊有一輛私家車及旅遊巴起火，火勢猛烈。消防員到場20分鐘將火救熄，私家車及旅遊巴嚴重焚毀，波及一輛泥頭車。後於2014年3月29日，一輛客貨車往麗晶花園方向行駛。期間失控撞向路邊水馬，繼而向右翻側。

## 道路規劃
2012年，港鐵沙田至中環綫（沙中綫）計劃在協調道及啟德明渠旁邊興建一個深兩層的啟德站。土木工程拓展署提議將啟東道重新命名為「承啟道」以配合新啟德項目發展，而協調道、宋皇臺道和世運道亦將一同被納入啟德道路網絡中。啟德站已於2020年2月14日啟用，部分被保留下來的一小段啟東道被重新命名為協調道，啟東道正式消失。只有沐縉街／承啟道交界的中電變電站仍保留「啟東道」的名稱。

## 鄰近建築
- 工業貿易大樓
- 稅務中心
- 東九龍總區總部
- 新地1F區1號住宅地
- AIRSIDE